# Cementerio de Guerra Knightsbridge
El Cementerio de Guerra Knightsbridge es un cementerio ubicado en Acroma, en el país africano de Libia a 25 km (16 millas) al oeste de Tobruk. 
Es el lugar de descanso de 3651 soldados de la Commonwealth que murieron durante los combates en la zona durante la Segunda Guerra Mundial, de los cuales han sido identificados solo 2.676.
Entre los enterrados allí están el poseedor de la cruz de victoria John Beeley, y los ases de combate David Coke, Noel Agazarian y George Goodman.